# Teófilo Iglesias
Teófilo R. Iglesias Rodríguez fue un militar y político peruano, que llegó al grado de general de brigada. Fue ministro de Hacienda y Comercio del segundo gobierno del general Óscar R. Benavides (1936-1937); y ministro de Guerra del primer gobierno de Manuel Prado (1939-1941).

## Biografía
En 1906 ingresó como alumno clase en la sección de artillería de la Escuela Militar de Chorrillos, de donde pasó a la división superior de la misma escueal. Egresó en 1912 con el grado de alférez de caballería. Posteriormente obtuvo un diplomado de Estado Mayor.
Fue enviado en comisión de estudios a Bélgica, en cuyo ejército se alistó. De regreso al Perú, ejerció como jefe de la Escuela de Clases de Artillería; por entonces ya era mayor.
En 1925 formó parte de la comisión jurídica que viajó al sur para encargarse del desarrollo del plebiscito de Tacna y Arica (provincias peruanas que por entonces estaban en poder de Chile), el cual no llegó a efectuarse. Hacia 1928 ascendió a teniente coronel.
En marzo de 1936 fue ascendido a la clase de coronel de Artillería, por resolución legislativa del Congreso Constituyente.
El 23 de octubre de 1936 fue nombrado y juramentado como ministro de Hacienda y Comercio del segundo gobierno del general Óscar R. Benavides, integrando el gabinete ministerial presidido por el coronel Ernesto Montagne Markholz. Ejerció la función ministerial hasta el 29 de octubre de 1937, cuando fue reemplazado por Benjamín Roca García.
En marzo de 1939, integró la corte marcial instalada a raíz de la intentona golpista del general Antonio Rodríguez Ramírez, segundo vicepresidente de la República y ministro de Gobierno, que había sido abatido por disparos de ametralladora y fusiles durante dicho suceso.
El 8 de diciembre de 1939, Iglesias juró como ministro de Guerra del naciente gobierno de Manuel Prado, integrando el consejo de ministros que presidía el jurista Alfredo Solf y Muro. Era la época en que se desarrollaba la Segunda Guerra Mundial y a propósito de ello, se cuenta la anécdota de que se armó una discusión entre varios oficiales sobre sus simpatías por los bandos en lucha; uno de ellos preguntó a Iglesias si era germanófilo o aliadófilo. Él respondió: «Yo soy Teófilo...», dando a entender que era neutral.
Permaneció como ministro de Guerra hasta 1941, cuando fue sucedido por el general César de la Fuente Álvarez. En enero del mismo año fue ascendido a la clase de General de Brigada, por resolución del Congreso.